# Удо Діркшнайдер
Удо Діркшнайдер (нім. Udo Dirkschneider) — німецький рок-музикант, вокаліст, один із засновників легендарного хеві-метал-гурту Accept. Після відходу з Accept у 1987 році сформував власний колектив U.D.O.

## Початок кар'єри
Удо Діркшнайдер народився 6 квітня 1952 року в Вупперталі на заході Німеччини. Його родина володіла фабрикою з виробництва різних деталей і інструментів. До того як Удо пішов у школу, сім'я переїхала в Золінген. Любов Удо до музики почалася з батьківського подарунка: пластинки Beatles «I'm down», і подарованого в 1964 році портативного магнітофона. Десь в той же самий час він почув Rolling Stones. Удо, як і багато підлітків, вирішив спробувати себе в музиці, причому надаючи перевагу клавішним. Репетирував він з Міхаелем Вагенером, однокласником, майбутнім гітаристом Accept і майбутнім відомим продюсером і звукооператором.
Для будь-якої групи так чи інакше був потрібний співак, але він не знаходився. Довелося співати Удо, і результат виявився досить вражаючим. Більше того, Удо сподобалося співати. Зрештою, хлопці створили групу Band X, передвісник Accept.
Треба сказати, що до 17 років Удо вважався вже кваліфікованим працівником і звільнився з батьківської фірми тільки після виходу третього студійного альбому Accept «Breaker» 1981 року.

## Робота в Accept
У 1971 році була створена група Accept. Перший основний склад групи, після багаторазових змін, утворився тільки в 1975 році, і складався з Діркшнайдера (вокал), Вольфа Хоффманна (гітара), Герхарда Шталя (гітара), Дітера «Рубі» Рубаха (бас) і Франка Фрідріха (ударні). У 1976 році гурт залишив басист і на його місце прийшов Петер Балтес.
У 19 років Удо вирушив в армію, але музику не закинув. До 1986 року Accept досягає піку своєї популярності. Після дуже успішний турів по Європі, Америці і Японії в підтримку останнього альбому групи «Russian Roulette» група повертається до себе на батьківщину в Німеччину для написання матеріалу до наступного альбому.
Однак, коли робота була практично завершена, більшість учасників групи, вирішивши, що настав момент для остаточного завоювання американського ринку, пропонують фронтмену Accept, вокалісту Удо Діркшнайдер, відмовитися від класичного звучання групи на користь більш американізованого саунду.
Удо відмовляється міняти свою звичайну манеру виконання, зраджуючи таким чином, своїх фанів, і йде з групи, щоб створити сольний проект. Слід зазначити, що цей розкол не супроводжувався звичайним для такої ситуації скандалом — музиканти залишилися друзями, і в подальшому всіляко допомагали один одному.

## Робота в U.D.O
В результаті Удо Діркшнайдер створив власний сольний проект U.D.O., що продовжує традиції Accept. Назва U.D.O., що природно, походить від імені творця, а перетворення імені в якусь абревіатуру обумовлено тим, що сам Удо Діркшнайдер не хотів, щоб його групу визначали як виключно сольний проект самого співака, подібно Ozzy Osbourne або Dio. Сам Удо Діркшнайдер дотримується версії «United Democratic Organization». Журналісти ж розшифровували назва як «Udo Dirkschneider Orchestra».
У 1987 році група випустила свій перший альбом «Animal House», для якого в чималому ступені використовувався матеріал, підготовлений для запису наступного, після «Russian Roulette» альбому Accept. Учасниками U.D.O. стали: гітарист Матіас Дит, другий гітарист Пітер Сзігеті, басист Френк Ріттель (обидва з Warlock) і барабанщик Томас Франк (Thomas Franke). У цьому складі група записує свій дебютний альбом «Animal House».
Альбом відразу ж привернув увагу, як пресу, так і шанувальників Accept і протримався на 1-му місці хіт-параду журналу «Metal Hammer» протягом тривалого часу.
Услід за випуском відеокліпу група вирушає в турне, в ході турне стало ясно, що U.D.O. — це не просто сольний проект екс-вокаліста Accept, а повноцінна група, де кожен учасник має свій багатий творчий потенціал.
У 1991 році U.D.O. приступає до запису свого четвертого альбому «Timebomb», цього разу за участю лише одного гітариста Матіаса Діта.
Після виходу «Timebomb» послідувало турне по західній і східній Європі, країнах Скандинавії і Японії. Під час одного з останніх концертів в Удо знову виникли проблеми зі здоров'ям, і він був терміново доставлений в місцеву лікарню.
Гітарист Матіас Дит пізніше пояснив в одному з інтерв'ю, що це сталося внаслідок щільного графіка гастролей, а також у зв'язку з пристрастю Удо до паління. Після виходу з лікарні Удо розпускає свою групу і вирішує на час залишити кар'єру музиканта.

## Реформування Accept

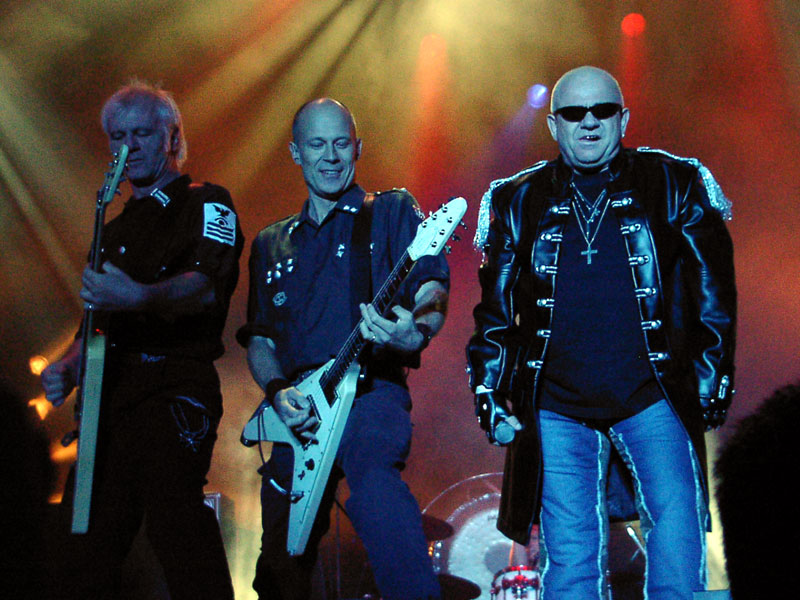
Accept під час виступу на Wacken Open Air 2005

Приблизно в цей же час фани Accept з усього світу починають атакувати як менеджмент, так і самих учасників легенди 80-х, листами з проханням реформувати свою улюблену групу. Отримавши тисячі послань, група вирішує реформуватися в своєму класичному складі.
Удо Діркшнайдер, відпочив і набрався сил, жадав концертної діяльності, а провал Accept без Удо зміцнив бажання старих соратників пана Діркшнайдера знову зібратися разом, для того, щоб записати альбом.
У 1993 році виходить перший після розколу диск Accept «Objection Overruled» з Удо на вокалі, що стало справжньою сенсацією в світі важкої музики. В цьому ж році Accept вперше приїжджає в Москву і дає єдиний концерт в переповненому залі Палацу Спорту «Лужники». Це шоу увійшло в історію концертів зарубіжних груп і надовго запам'яталося російським фанам. Не обійшлося і без сюрпризів. Тому коли Пітер Балтес (бассист групи) заспівав баладу «THE KING», яка не виконувалася з 1980 року зал буквально спалахнув тисячами вогнями і що дивно підспівував текст слово в слово. До сих пір багато хто не може забути, як співали разом з Удо також «Balls To The Wall» і «Princess Off The Dawn».
Після «Objection Overruled» послідувало ще два досить сильних альбомів Accept.

## Возз'єднання з U.D.O
Першим кроком на шляху до реформації U.D.O. став запис кавер-версії Judas Priest «Metal Gods» для прістовского триб'ют-альбому. У 1997 році U.D.O. в складі — Удо Діркшнайдер (вокал), Юрген Граф (гітара), Фіттіх Вінхольд (бас), Штефан Шварцман (ударні) і старий приятель Удо ще по Accept Штефан Кауфман (гітара — ще в 1994 році у Штефана виникли проблеми з хребтом через що йому довелося залишити барабани) записують свій п'ятий за рахунком альбом «SOLID», який отримав визнання серед усіх шанувальників неповторного вокалу Удо.
Навесні 1998 року група випустила свій шостий і найкращий альбом «No Limits», де крім власних творів була записана в оновленому варіанті класика Accept «I'm A Rebel» (пісня з однойменного альбому 1980 року).
На початку квітня 2004 року група виступила в шести містах України і приїхала в Росію, де 11 квітня розпочала турне в Краснодарі, і виступивши ще в семи містах, закінчила турне 23 квітня в Санкт-Петербурзі. Тільки після Росії група вирушила в Західну Європу, а також виступила в Японії і Туреччині.
У 2006 році група вирушила у світове турне.
18 травня 2007 року виходить «Mastercutor» — одинадцятий студійний концептуальний альбом групи. Назва альбому є похідним від двох слів: master (англ. Головний, старший) і executor (очевидно найбільш підходящим значенням в даному випадку і буде англ. Екзекутор), маючи на увазі вислів Удо Діркшнайдера.
На підтримку альбому група влітку 2007 року провела європейське турне, а восени — російсько-українське.
«Rev-Raptor» — тринадцятий студійний альбом групи U.D.O. «Rev Raptor» — це назва одного з так званих Zoid-ів, механічної форми життя з вигаданого аніме-світу Zoids. Удо Діркшнайдер визначає «Rev-Raptor'а» як щось на зразок кіборг-поліцейського.
Удо Діркшнайдер визначив творчість групи на альбомі як "класичне звучання U.D.O. нікуди не поділося, просто тепер воно в сучасній упаковці ".
Альбом дістався до 20 місця в Німеччині, 26 місця в Швеції і 57 місця в Швейцарії.
Група U.D.O., як би того не хотів сам Удо залишається виключно його дітищем. Стиль групи легко впізнаваний, багато в чому завдяки оригінальному голосу співака, його виняткової харизматичності і викликає непідробну повагу шанувальників по всьому світу безкомпромісним проходженням своїм шляхом.
Група U.D.O. займає 29 місце в списку 100 кращих пауер-метал груп за версією DDD.

## Дискографія

### Accept[6]
- Accept (альбом)|Accept (1979)
- I'm a Rebel (1980)
- Breaker (1981)
- Restless and Wild (1982)
- Balls to the Wall (1983)
- Metal Heart (1985)
- Russian Roulette (1986)
- Objection Overruled (1993)
- Death Row (1994)
- Predator (альбом)|Predator (1996)

### U.D.O.[7]
- Animal House (1987)
- Mean Machine (1989)
- Faceless World (1990)
- Timebomb (1991)
- Solid (альбом)|Solid (1997)
- No Limits (1998)
- Holy (1999)
- Man and Machine (2002)
- Thunderball (альбом)|Thunderball (2004)
- Mission No. X (2005)
- Mastercutor (2007)
- Dominator (2009)
- Rev-Raptor (2011)
- Steelhammer (2013)
- Decadent (2015)
- Steelfactory (2018)